# Schloss Labach

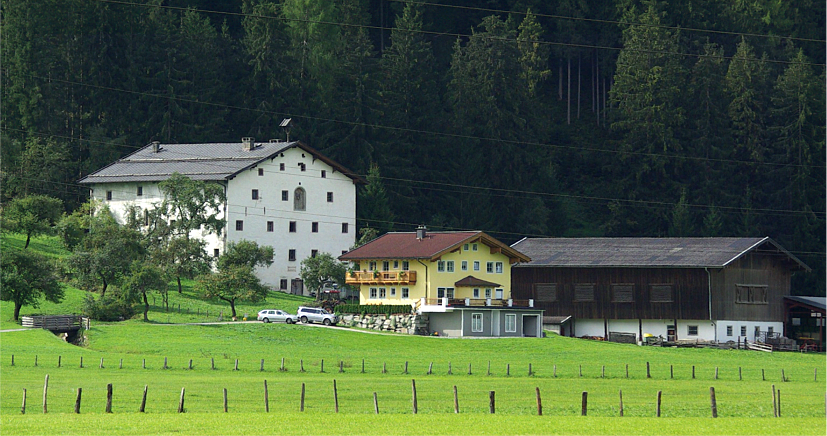
Schloss Labach

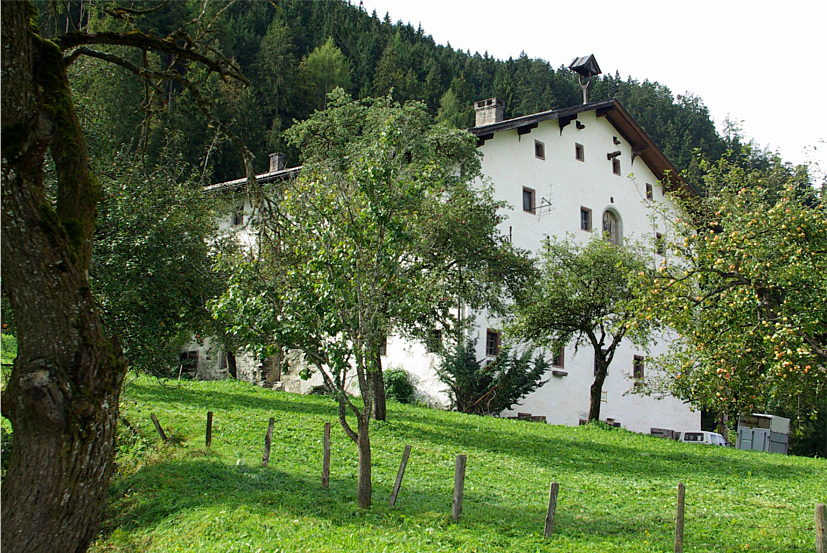
Schloss Labach

Schloss Labach (bisweilen auch als  Lambach, Labmpach oder Labenbach bezeichnet) liegt im Ortsteil Wilhelmsdorf der Gemeinde Stuhlfelden im Bezirk Zell am See im Bundesland Salzburg (Wilhelmsdorf 1).

## Geschichte
1352 wird bereits das Gut Lopach erwähnt, das damals Erzbischof Ortolf von Weißeneck an seinen Bruder Heinrich verkauft. Erzbischof Pilgrim stiftet 1393 das guet zu Lobach da Andre aufsitzt als Benefizium für den St.-Ubald-Altar im Salzburger Dom. Weitere Besitzer waren Nikolaus Köll (1410), Zacherl (1465), Peter Chlamer (um 1490), Erasmus von Moslehen (um 1510), Wolfgang Gauter (um 1520), Andreas Entgasser (1523), genannt der Lappacher.
Dieser verkauft das Anwesen an Melchior Welser, Inhaber des Kellneramtes zu Stuhlfelden, und seine Frau Emerenz Oberndorfferin. Eine Inschrift auf einer Marmortafel mit einem Allianzwappen berichtet von dem Umbau des Hauses durch diese Besitzer („Dies Haus haben Melchior Welser, Khellner zu Stuelfelden und Emerenz Oberndorfferin sein Hausfrau mit Gotts Segen ihren Erben und Nachkommen erbaut 1591“). Im Besitz folgen Abraham Welser und dessen Sohn Adam Welser zu Labenbach und Wagrain. 1680 wird von der verarmten Familie Welser der Besitz an Martin Doldy von Purk bei Mittersill verkauft. Dessen noch minderjährige Kinder verkauften 1681 den Besitz an Bartelme Perger und seine Frau. 1685 wurde das Schloss an Ruep Prießler vom Lechen in Mittersill und seine Frau weiterverkauft. 1695 folgen Maria Anna, geborene von Prochenperg, und ihr Mann Martin Löcker von Kronenkreuz im Besitz nach. Damals war Labach noch von einer Mauer umgeben. 1707 übernimmt der Sohn Martin Löcker das Schloss, stirbt aber kinderlos. Seine Witwe verkauft das Schloss 1751 an Josef Jell († 1755). Dieser wird von seinen Eltern, dem Vater Josef Jell, hochfürstlicher Salzburger Oberwaldmeister, und der Mutter Maria Marschallerin, beerbt. Diese verkaufen 1765 den Besitz an den Bauern Bartelme Pfeffer.
Von diesem Zeitpunkt an bleibt Labach in bäuerlichen Händen. Es folgen Maria Scharler (1771), dann ihre Tochter Gertraud Scharler. 1790 kaufen Johannes Hölzl und seine Frau den Besitz. Ihnen folgt deren Sohn Johann. 1851 kommt die Nichte Eva Hölzl in den Besitz des Schlosses, die in diesem Jahr Matthias Lemberger heiratet. Zurzeit ist Ferdinand Steinberger der Besitzer des Schlosses.

## Schloss Labach heute
Der spätgotische, adelige Ansitz erinnert an ein stattliches Bauernhaus. In dem Haus sind Gewölbe erhalten. Die Kapelle und die getäfelten Stuben mitsamt ihrem Inventar und den Tramdecken sind sehenswert. Die Kapelle wurde 1699 mit einem Barockaltar mit den Wappen der Prochenperg und der Kronenkreuz ausgestattet. Der geschnitzte Wandschmuck ist noch mittelalterlicher Herkunft. Von dieser Kapelle schrieb der Pfarrer bereits 1648: „Sie ist so geziert, dass die Capelln in dem Schloss Mittersill merklich übertreffen thuet.“